# روح برودواي
روح برودواي (بالإنجليزية: The Soul of Broadway)‏ هو فيلم أبيض وأسود درامي أمريكي صامت إنتاج عام 1915 أنتجته ووزعته شركة فوكس فيلم وأخرجه هربرت برينون. لعبت ممثلة الفودفيل الشهيرة فاليسكا سورات دور البطولة في الفيلم الذي كان أيضًا أول ظهور لها على الشاشة الصامتة. تعتبر روح برودواي الآن مفقودة. إنه واحد من العديد من الأفلام الصامتة التي دمرت في حريق في منشأة تخزين أفلام فوكس في ليتل فيري ، نيو جيرسي في يوليو 1937.

## روابط خارجية
- روح برودواي  في قاعدة بيانات الأفلام على الإنترنت (بالإنجليزية)
- روح برودواي على موقع أول موفي.